# Язык нежности (Секретные материалы)
«Язык нежности» (англ. «Terms of Endearment») — 7-й эпизод 6-го сезона сериала «Секретные материалы». Премьера состоялась 13 декабря 1998 года на телеканале FOX.
Эпизод принадлежит к типу «монстр недели» и никак не связан с основной «мифологией сериала», заданной в первой серии.
Режиссёр — Роб Боумен, автор сценария — Дэвид Аманн, приглашённые звёзды — Брюс Кэмпбелл, Лиза Джейн Перски, Грэйс Филлипс.
В США серия получила рейтинг домохозяйств Нильсена, равный 10,5, который означает, что в день выхода серию посмотрели 18,7 миллиона человек.
Главные герои серии — Фокс Малдер (Дэвид Духовны) и Дана Скалли (Джиллиан Андерсон), агенты ФБР, расследующие сложно поддающиеся научному объяснению преступления, называемые Секретными материалами.

## Сюжет
В данном эпизоде демон похищает из утробы матери ещё не родившегося ребёнка, после того как будущие родители обнаруживают, что у их ребёнка есть врожденные дефекты. Агент Спендер отвергает задание как несовместимое с X-Files. Но Малдер и Скалли крадут дело и начинают расследование.